# پهن‌باله
پهن‌باله(نام علمی: Brachypterygius) نام یک سرده از تیره چشم‌خزندگان است.